# Nadia Le Brun
Pour les articles homonymes, voir Le Brun.
Nadia Le Brun, née le 24 janvier 1971 à Trouville-sur-Mer, est une journaliste et écrivaine française.

## Carrière
Après des études d'histoire de l'art à la Sorbonne, Nadia Le Brun devient journaliste reporter dans la presse magazine (Télé 7 Jours, Le Journal du dimanche, L'Écho des savanes et Ici Paris) et à RFO où elle présente les flashs d'information.
En 1999, elle entre en tant que chef de rubrique « people/tv » au magazine Télé Star.
En 2003, Nadia Le Brun devient rédactrice en chef du magazine France Dimanche, publié par Lagardère Active alors encore appelé Hachette Filipacchi Médias où elle manage 35 journalistes.
En 2005, elle est recrutée par les Éditions Bauer, filiale du groupe de presse allemand Bauer, afin de créer et diriger Bon Week, un magazine hebdomadaire féminin et people lancé le 29 juin 2006. Pour ce magazine, Nadia Le Brun recrute 40 salariés. Le magazine s'arrête en février 2007 après la publication des premières photos du couple François Baroin et Marie Drucker en décembre 2006.
En mars 2007, Robin Leproux, Rémy Dessart et Didier Pourquery la remarquent et la sollicitent pour le compte des éditions Axel Springer afin d'être rédactrice en chef du pôle médias/culture/télévision/people du projet d'adaptation français du quotidien allemand populaire Bild. Crise de la presse papier oblige, les éditions Axel Springer renoncent à lancer le quotidien en France.
En août 2007, Nadia Le Brun devient directrice des rédactions du groupe d'édition déléguée Com-Presse. Elle développe en externe, pour le compte de grands groupes de médias, des projets de magazines. Parmi ceux-ci : la relance de Télé 7 Jours Jeux (pour Lagardère Active), la nouvelle formule de Femme en ville (pour M6) ou des créations ex nihilo comme Dogs (pour Prisma Media) ou encore Xing (magazine consacré au luxe à destination du marché chinois) en association avec Gérald de Roquemaurel.
À l'hiver 2009, la journaliste rejoint la nouvelle équipe de France-Soir, à la demande d'Alexandre Pougatchev. L'homme d'affaires franco-russe lui confie alors la rédaction en chef des pages médias/culture/télévision/people du quotidien.
Depuis 2010, elle intervient le dimanche à 13 h 10 sur RTL dans l'émission de Christophe Decroix, « Les dessous de l'écran », où elle est polémiste et décrypte l'actualité médiatique.
Depuis juin 2014, Nadia Le Brun est rédactrice en chef de La Parisienne, le supplément féminin mensuel du Parisien.
Depuis août 2018, Nadia Le Brun est éditorialiste à RT (anciennement Russia Today).

## Ouvrages
- La Dame de pique (avec Alain Bormaud), Éditions First, 2012, première biographie non autorisée de Valérie Trierweiler.
- Je t'haine, moi non plus  (avec Airy Routier), Éditions First, 2014.
- Notre-Drame de Paris (avec Airy Routier), éditions Albin Michel, 2017, enquête sur Anne Hidalgo maire PS de Paris.
- Les Nouvelles courtisanes, éditions Kero (Hachette), enquête sur les sugar babies.
- Sainte-Anne ! (avec Airy Routier), éditions Albin Michel, 2019, suite de Notre-Drame de Paris.